# Stephan Krüger
Stephan Krueger est un rameur allemand, né le 29 novembre 1988.

## Palmarès

### Championnats du monde
- 2009 à Poznań,  Pologne
  -  Médaille d'or en deux de couple